# Ameloctopus
Ameloctopus is een geslacht van inktvissen uit de familie van Octopodidae.

## Soorten
- Ameloctopus litoralis Norman, 1992